# Montjoyer
Montjoyer település Franciaországban, Drôme megyében. Lakosainak száma 277 fő (2022. január 1.). Montjoyer Grignan, Aleyrac, Allan, Espeluche, Portes-en-Valdaine, Réauville, Rochefort-en-Valdaine, Salles-sous-Bois és La Touche községekkel határos.

## Népesség
A település népességének változása:
| Lakosok száma | 179  | 176  | 198  | 275  | 257  | 268  | 286  | 281  | 278  | 277  |
|               | 1968 | 1982 | 1990 | 2006 | 2013 | 2015 | 2017 | 2019 | 2020 | 2022 |